# Gynandrobrotica lepida
Gynandrobrotica lepida es una especie de insecto coleóptero de la familia Chrysomelidae.
Fue descrita científicamente en 1835 por Thomas Say .